# Mike Bidlo
Mike Bidlo, né le 20 octobre 1953 à Chicago dans l'Illinois, est un artiste contemporain, peintre et sculpteur américain. 

## Biographie
Il étudie dans les années 1970 à l'Université de l'Illinois à Chicago, à l'Université du Sud de l'Illinois à Carbondale et à l'Université Columbia de New York. Il réalise sa première performance en 1982, intitulée Jack the Dripper at Peg’s Place, basée sur les deux courts films réalisés en 1950 par le photographe Hans Namuth montrant Jackson Pollock en train de travailler dans son atelier, et comprenant une série de reproductions très précises de ses drip paintings (les fameux Not Pollock), ainsi qu'une reconstitution fidèle de l'acte célèbre du peintre américain (engageant pour la circonstance un sosie) qui, ivre, avait uriné dans la cheminée de la mécène Peggy Guggenheim au cours d'un cocktail à son appartement d'East Village à New York. Par la suite, Bidlo crée des répliques exactes de peintures de Warhol, Picasso, Matisse ou Yves Klein et de sculptures de Brancusi ou de ready-made de Marcel Duchamp. En 2000, il devient ainsi l'un des consultants pour le film Pollock d'Ed Harris.

## Œuvres
- Not Pollock (1982)
- Not Warhol (1983)
- Not Picasso (1986-1987)